# James-Younger-Gang

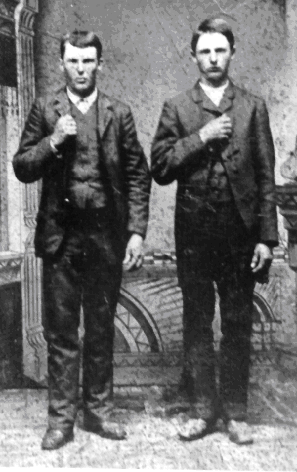
Jesse und Frank James (1872)

Die James-Younger-Gang war ein Zusammenschluss von Banditen, die von 1866 bis 1881 Verbrechen verübten. Die Bande bestand aus Jesse und Frank James sowie Jim, John, Bob und Cole Younger. Jesse, Frank, Jim und Cole waren in der „Quantrills-Guerillabande“, die am 21. August 1863 mit 448 Reitern die Stadt Lawrence überfielen. Bei dem anschließenden Massaker von Lawrence wurden 142 Menschen getötet. Bei Quantrills Bande handelte es sich um konföderierte Partisanen im Sezessionskrieg.
Aufgrund der Erfahrung der Guerillabande beging Jesse James zusammen mit neun weiteren Reitern den ersten Bankraub nach dem Amerikanischen Bürgerkrieg. Sie betraten am 14. Februar die Stadt Liberty, in der sie wild um sich schossen. Während dieses Ablenkungsmanövers überfielen Jesse und sein Bruder Frank die Bank. Sie entkamen mit einer Summe von 70.000 Dollar. Sie hinterließen eine große Verwüstung, doch keiner der Bewohner verriet ihren Namen, obwohl die Banditen unmaskiert waren. Die James-Younger-Bande beging mehrfach Überfälle auf Banken und Züge.
Ihr Treiben wurde jedoch durch das Fassen von John und Jim Younger am 16. März 1874 gestoppt. Beim Überfall auf die First National Bank in Northfield in Minnesota am 7. September 1876 wurden die Brüder Bob, Jim und Cole Younger gefangen genommen und ein weiteres Mitglied erschossen. Sie bekamen eine Gefängnisstrafe von 25 Jahren, in der Zeit starb Bob an Tuberkulose und Jim beging nach seiner Entlassung Suizid. Die James-Brüder konnten nach dem Überfall auf die Bank von Northfield entkommen. Die Bande fand hiermit ein Ende.
Belle Starr, die eine Affäre mit Cole Younger hatte und deren erstes Kind angeblich auch von ihm war, ließ sich im Jahr 1880 im Indianer-Territorium am Canadian River nahe dem heutigen Ort Eufaula in Oklahoma mit ihrem Mann Sam Starr nieder. Die beiden wohnten in einer abgelegenen, schwer zugänglichen Hütte namens „Younger’s Bend“. Den Namen für die Behausung hatte Sam Starr zur Erinnerung an die James-Younger-Bande gewählt. Bald entwickelte sich „Younger’s Bend“ zu einem beliebten Schlupfwinkel für flüchtige Banditen. Dort hielt sich auch Jesse James sieben Monate lang auf.

## Die James-Younger-Gang in Filmen
- Jesse James (1939) Deutscher Titel: Jesse James – Mann ohne Gesetz
- The Return of Frank James (1940) Deutscher Titel: Rache für Jesse James
- Bad Men of Missouri (1941) Deutscher Titel: Die Rächer von Missouri
- The Younger Brothers (1949)
- Kansas Raiders (1950)
- The True Story of Jesse James (1957)
- Der große Minnesota-Überfall (1972)
- Long Riders (1980)
- Frank and Jesse (1994)
- American Outlaws (2001)
- Die Ermordung des Jesse James durch den Feigling Robert Ford (2007)